# Since October
Since October ist eine  christliche Metal-Band aus Wauchula, Florida.

## Geschichte
Im Oktober 2007 unterschrieben sie einen Vertrag bei Tooth & Nail Records. Ihr zweites Album, This Is My Heart, wurde am 27. Mai 2008 veröffentlicht. Die Single „Guilty“ aus diesem Album erreichte Platz 21 in den Hot Mainstream Rock Tracks charts. Ebenso hat die Band  ein Musikvideo zum Lied Disaster veröffentlicht.
Anfang 2009, tourte die Band mit Saliva, Pop Evil, Dead Season und Aranda. Auch erschienen sie auf der  The-Contagious-Tour mit Trapt, Red, Halestorm und Inept.
Ihr neustes Album heißt Life, Scars, Apologies (Tooth & Nail), und wurde am 8. Juni  2010 veröffentlicht. Der Song The Show, ist einer der offiziellen  Themensongs fürs Wrestlemania XXVI.

## Diskografie

### Alben
- 2006: Gasping for Hope (Independent)
- 2008: This Is My Heart (Tooth & Nail Records)
- 2010: Life, Scars, Apologies (Tooth & Nail Records)

### Singles
| Jahr | Titel            | Chartplatzierungen | Chartplatzierungen               | Album                  |
| ---- | ---------------- | ------------------ | -------------------------------- | ---------------------- |
| Jahr | Titel            | U.S. Main. Rock    | ChristianRock.net Annual Top 100 | Album                  |
| 2009 | Guilty           | 21                 | 69                               | This Is My Heart       |
| 2009 | Disaster         | —                  | 53                               | This Is My Heart       |
| 2009 | Beautiful        | —                  | 57                               | This Is My Heart       |
| 2010 | The Show         | —                  | —                                | Life, Scars, Apologies |
| 2010 | The Way You Move | 31                 | —                                | Life, Scars, Apologies |